# Рингнер-Лундгрен, Эстер
Эстер Рингнер-Лундгрен, известная также как Мерри Вик (швед. Ester Maria Ringnér-Lundgren; 4 октября 1907, Норрчёпинг — 26 июля 1993) — шведская писательница, автор книг для детей.

## Биография и творчество
Эстер Рингнер родилась в 1907 году в Норрчёпинге. Её родителями были Биргер Рингнер, морской капитан, и Юханна Рингнер, учительница. Эстер была младшей из троих детей. Окончив в 1924 году школу для девочек (Norrköpings norra läroverk för flickor), она затем два года училась на педагогических курсах в Мальмчёпинге. Впоследствии она на протяжении семи лет работала учительницей в школах Русерсберга, Норрчёпинга и Мариестада. В 1931 году Эстер вышла замуж за Курта Лундгрена, школьного учителя, и у них родилось трое детей.
Эстер Рингнер-Лундгрен начала писать в раннем возрасте. В 1927 году впервые была опубликована одна из её сказок. Затем она опубликовала ещё около ста своих сказок в различных газетах, в том числе Svenska Dagbladet, Dagens Nyheter и Folkskolans Barntidning. Её первая книга для детей, «Kvirre och Hoppsan», вышла в 1951 году. Это история двух троллей, с которыми постоянно происходят разные приключения. Всего писательница создала 21 книгу об этих персонажах.
В период с 1951 по 1957 год Рингнер-Лундгрен опубликовала 15 книг. В 1954 году вышла её первая книга для девочек, «I samma klass». В 1950-х годах она также создала ещё две серии книг с постоянными персонажами. Книги, не входившие ни в одну из серий, писательница издавала под различными псевдонимами — Бериль Бьёрк, Кай Рингнер, Мерри Вик. В частности, под псевдонимом «Мерри Вик» она опубликовала книгу «Det är Lotta, förstås!», которая имела огромный успех. Впоследствии Рингнер-Лундгрен создала 46 книг о Лотте, а затем написала продолжение о её дочери — «Liselott, Lottas dotter» (1991). Другой популярной серией стали книги о Кайе, дочери морского капитана, во многом основанные на детских воспоминаниях самой писательницы. Для самых юных читателей Рингнер-Лундгрен создала серию книг «Lilla Trulsa»: они выходили в большом формате и предназначались для детей, которые начинают учиться читать.
В общей сложности Эстер Рингнер-Лундгрен написала за 40 лет около 135 книг, общий тираж которых составил 3,5 миллиона экземпляров. Её произведения пользовались большой популярностью в Швеции, а также неоднократно переводились на другие языки: английский, немецкий, датский, норвежский, финский и пр. Писательница умерла в 1993 году.